# Prekambrium
A prekambrium az első földtörténeti idő, amely a Föld kialakulásától a szilárd vázú állatok megjelenéséig tartott. A Nemzetközi Rétegtani Bizottság hivatalos kortáblázatában nem szerepel, de gyakran használják, amikor az élőlények evolúciója szempontjából kiemelt fontosságú kambrium időszak előtti földtörténeti periódusra egyben akarnak utalni.
A kortábla a prekambrium nagyobb egységeit eonként tartalmazza:
- hadaikum – 4700(?)–4000(3800) millió éve
- archaikum – 4000(3800)–2500 millió éve
- proterozoikum – 2500–542 millió éve

A prekambriumot korábban alsó-, középső- és felső-prekambriumra tagolták (3700–2700; 2700–1900; 1900–570 millió éve).
Az első ismert élőlénymaradványok 3500 millió éves sztromatolitok. A szerves élettől függő kőzetképződésre utal a CO3–SO4–Fe–C-tartalmú kőzetek feltűnése. Az eukarióták 2200–2000 millió évvel ezelőttről ismertek. Az időszak végén hosszú, globális üledékhézagot követően jelenik meg az ediakara jellegű élőlénykör, amelynek legidősebb leletei 560 millió évesek. Korábban úgy gondolták, hogy csak a kambriumban jelent meg az élet, ezért nevezték a pre-kambriumot (kambrium előtt) proterozoikumnak, azaz az életet megelőző kornak. Az ediakara különböző lelőhelyeinek feltárása már azt mutatja, hogy a proterozoikum második felében magasan szervezett élet volt. Sokan az ediakara megjelenését makroevolúciós lépésnek tekintik, ahogyan a „kambriumi robbanást” is, azonban leletek hiányában egyelőre a kérdés nem dönthető el.
A prekambiumban a kontinensek nagyjából egy tömbben helyezkedtek el. A Gondwana már ebben az időben összeállt. Északi részén a mai Európa legrégebbi rögei álltak a Fennoscandia kontinensen. Néhány további őskraton is felismerhető a mai Ázsiában, bár nem tudni, milyen kapcsolatban álltak egymással. Ezek Szerindia, Szinia, Filippina és az Angara-pajzs. Észak-Amerika területén a Laurencia kontinens maradványai találhatók. Az Egyed László-féle földtágulási modell szerint megkezdődött a Föld tágulása, ami felszakította a földkérget és beindította a tektonikus mozgásokat.
Laurencium területén zajlott a legrégebbi ismert hegységképződés Északkelet-Kanada és Grönland környezetében. A légkör szabad oxigén tartalma kezdetben gyakorlatilag nulla volt, hiszen az oxigén nagyon reakcióképes anyag, ezért élettevékenység nélkül gyorsan eltűnik a légkörből, redukálódik (vagyis oxidálja a környezetét). Mintegy 2500 millió éve kezdett jelentősen növekedni a légköri oxigénszint, ami határozottan élettevékenységre, növényi fotoszintézisre utal. A nagy kiterjedésű tillites összletek hideg éghajlatra utalnak, és a hógolyó-Föld hipotézis. A jeges övezet határa nagyjából a 40. szélességi foknál volt, azonban az egyenlítőhöz ennél közelebbi területeken szubtropikus és mediterrán éghajlatú térségek is, amelyre homokkő képződése utal.